# Imen Es
Imen Es, née Imen Essrhir le 3 juin 1999 (ou 1998 selon d’autres sources) à Sevran, est une chanteuse de RnB française.
Son titre Attentat sorti en 2018 est certifié disque d'or en France. En 2020, elle sort son premier album studio Nos vies.

## Biographie

### Enfance
Imen Es, est née le 3 juin 1998 ou 1999 à Sevran de parents d'origine marocaine,,. La Sevranaise débute le chant à l’âge de 8 ans tout en s'initiant au football et à la boxe.

### Carrière
Après avoir publié des vidéos d'elle en train de chanter sur les réseaux sociaux, elle est repérée par le rappeur Abou Debeing, qui deviendra par la suite son producteur. Ce dernier collabore avec la jeune femme pour former un duo sur le titre Mes défauts sorti en 2018,. Elle avait auparavant collaboré avec Lartiste et DJ Kayz sur le titre Fonce. Elle conduit ensuite sa carrière seule et enregistre son premier single Attentat qui trouve le chemin des meilleures ventes.
Imen Es publie son premier album le 14 février 2020, intitulé Nos vies composé de 20 titres dont six duos avec Dadju, Alonzo, Marwa Loud, Abou Debeing, JuL et Franglish,. Elle enchaine aussi les singles et les collaborations notamment avec Kaaris, Da Uzi, DJ Hamida ou encore Benab.
Elle produit ensuite le titre 1ère fois aux côtés d'Alonzo qui aborde le sujet des violences conjugales faites aux femmes,. Il est certifié disque de platine 6 mois plus tard.
En 2020 nait le titre Jusqu'au bout en collaboration avec la chanteuse Amel Bent. Les deux artistes l’interprètent notamment lors de La Chanson de l'année 2020 diffusée sur TF1. Le 18 septembre, elle sort une réédition de son album Nos Vies comprenant des hits interprétés avec Gims et Zaho. Il est certifié disque de platine quelques mois plus tard.
En 2021, elle dévoile un nouveau single nommé Essaie encore, et en octobre de la même année, elle sort Fantôme.

## Vie privée
Elle est mariée avec Moustafa El Oudi Marwa Cheikh. Le 8 mai 2021, elle donne naissance à son premier enfant, un garçon nommé Djibril,,. Le 29 mai 2023, elle annonce avoir donné naissance à son deuxième enfant, un garçon nommé Kassim.

## Discographie

### Albums studio
| Année | Album        | Classement des ventes | Classement des ventes | Certification    |
| Année | Album        | France                | Belgique (Wallonie)   | Certification    |
| ----- | ------------ | --------------------- | --------------------- | ---------------- |
| 2020  | Nos vies     | 5                     | 23                    | France : Platine |
| 2021  | ES           | 14                    | 63                    | France : Or      |
| 2023  | Train de vie | 5                     | 20                    | —                |

### Album en commun
| Année | Album                        | Classement des ventes | Classement des ventes | Certification |
| Année | Album                        | France                | Belgique (Wallonie)   | Certification |
| ----- | ---------------------------- | --------------------- | --------------------- | ------------- |
| 2025  | L'album du mâle (avec Lynda) |                       |                       |               |

### Singles
| Année | Single                          | Classement des ventes | Classement des ventes | Certification    | Album        |
| Année | Single                          | France                | Belgique (Wallonie)   | Certification    | Album        |
| ----- | ------------------------------- | --------------------- | --------------------- | ---------------- | ------------ |
| 2018  | Attentat                        | 23                    | 4                     | France : Platine | Hors album   |
| 2019  | Je sais                         | 117                   | —                     | —                | Hors album   |
| 2019  | Mayday                          | 157                   | —                     | —                | Hors album   |
| 2019  | Oui                             | 58                    | —                     | —                | Nos vies     |
| 2020  | Je t'aime en silence            | 68                    | —                     | —                | Nos vies     |
| 2020  | D'ennemi à bébé                 | 104                   | —                     | —                | Nos vies     |
| 2020  | 1ère fois (feat. Alonzo)        | 11                    | 7                     | France : Diamant | Nos vies     |
| 2020  | Jusqu'au bout (feat. Amel Bent) | 47                    | 1                     | France : Platine | Nos vies     |
| 2021  | Essaie encore                   | 5                     | —                     | France : Or      | ES           |
| 2021  | Fantôme                         | 9                     | —                     | France : Or      | ES           |
| 2022  | Pervers narcissique             | 53                    | —                     | —                | Train de vie |
| 2022  | Joujou                          | —                     | —                     | —                | Train de vie |
| 2023  | Si baba (feat. Soprano)         | —                     | —                     | —                | Train de vie |
| 2023  | Kassïm                          | —                     | —                     | —                | Train de vie |
| 2023  | Pour nous (feat. Rsko)          | 166                   | —                     | —                | Train de vie |
| 2023  | Parler de nous                  | —                     | —                     | —                | —            |

### Titres en téléchargement
| Année | Titre              | Classement des ventes | Album                |
| Année | Titre              | FRA                   | Album                |
| ----- | ------------------ | --------------------- | -------------------- |
| 2020  | Mon mari           | 91                    | Nos vies             |
| 2020  | D'ennemi à bébé    | 104                   | Nos vies             |
| 2020  | Mama               | 172                   | Nos vies             |
| 2020  | Turbulence         | 194                   | Nos vies             |
| 2020  | Mon bébé           | 200                   | Nos vies             |
| 2020  | Au début           | 119                   | Nos vies (Réédition) |
| 2020  | Fausse sœur        | 162                   | Nos vies (Réédition) |
| 2021  | La Go              | 75                    | ES                   |
| 2021  | Vendeur de rêve    | 136                   | ES                   |
| 2021  | Djibril            | 147                   | ES                   |
| 2021  | Lovés (feat. Niro) | 168                   | ES                   |
| 2021  | Ma chérie          | 196                   | ES                   |

### Apparitions
- 2018 : Fonce (DJ Kayz feat. Lartiste et Imen Es) (album En famille)
- 2018 : Mes défauts (Abou Debeing feat. Imen Es)
- 2019 : À la vida à la muerte (Jul feat. Moubarak et Imen Es) (album Album gratuit vol.5)
- 2019 : C'est mort (Abou Debeing feat. Imen Es) (album Street Love)
- 2019 : La cabeza (DJ Hamida feat. Nassi et Imen Es) (album A la bien mix party 2019)
- 2019 : Nia (Benab feat. Imen Es) (album Dracarys)
- 2020 : Pour toi (Says'z feat. Imen Es) (album Bleu)
- 2020 : Les traîtres (Bonus) (Da Uzi feat. Imen Es) (album Architecte)
- 2020 : Ma sœur (Remix Vitaa) (Imen Es feat. Eva Queen, Lyna Mahyem et Lynda)
- 2020 : Unité (Dadju et Hatik feat. Soolking et Imen Es) (album Unité Pt.1)
- 2020 : Envoûté (Lyna Mahyem feat. Imen Es) (album Femme forte)
- 2020 : Dernière fois (Alonzo feat. Imen Es) (album Capo Dei Capi, Vol. II et III)
- 2021 : Le Choix (Nahir feat. Imen Es) (album Intégral)
- 2021 : Maladie (Benab feat. Imen Es) (album Au clair de la rue)
- 2021 : Apollo creed (H Magnum feat. Imen Es) (album Bansky)
- 2021 : Ciao (Lynda feat. Imen Es) (album Papillon (Réédition))
- 2021 : Je me sens seul (Imen Es, Dina, Soprano, Jul, Lyna Mahyem, Lynda, L'Algérino) (album Le Classico organisé)
- 2021 : Range Rover (GLK feat. Imen Es) (album Karma)
- 2021 : Dans ma tête (DJ Erise feat. Imen Es) (EP Score)
- 2021 : Apaise ton cœur (Rohff feat. Imen Es) (album Grand Monsieur)
- 2022 : Vie de rêve (Naza feat. Imen Es)
- 2022 : L'officiel (Dadju feat. Imen Es) (album Cullinan)
- 2023 : Dua Lipa (Naps feat. Imen Es) (album En temps réel)
- 2023 : Petit génie (Jungeli feat. Abou Debeing, Alonzo, Lossa, Imen Es)

## Distinctions
| Année | Prix             | Catégorie                                                              | Travail nommé | Résultat | Réf |
| ----- | ---------------- | ---------------------------------------------------------------------- | ------------- | -------- | --- |
| 2024  | Les Flammes      | La Flamme du morceau de musiques africaines ou d'inspiration africaine | Petit génie   | Lauréat  | ,   |
| 2024  | NRJ Music Awards | Social Hit                                                             | Petit génie   | Lauréat  |     |